# Ruuna-Matti
Ruuna-Matti är en ö i Finland. Den ligger i sjön Jääsjärvi och i kommunen Joutsa i den ekonomiska regionen  Joutsa ekonomiska region  och landskapet Mellersta Finland, i den södra delen av landet, 170 km norr om huvudstaden Helsingfors. Öns area är 2,7 hektar och dess största längd är 250 meter i nord-sydlig riktning.